# トレイ・ブリットン
トレイ・ブリットン（Trey Britton、1989年6月1日 - ）は、アメリカ合衆国出身のバスケットボール選手である。ポジションはフォワード。群馬クレインサンダーズ所属。

## 来歴
アンダーソン大学卒業後、アネカウスキーに入団。
2013年8月、bjリーグの群馬クレインサンダーズと契約を結んだ。2013-14シーズンの26試合に出場後、2014年1月14日付で契約解除。

## 経歴
- アンダーソン大学 - アネカウスキー（フィンランド） - 群馬クレインサンダーズ（bjリーグ）